# 우신예찬
《우신예찬》(愚神禮讚, 그리스어:Moriae encomium, 라틴어:Stultitiae Laus)은 한바탕 웃을 수 있는 풍자의 형식을 빌려 사람들의 풍속을 비판함으로써 악습과 폐단을 교화하고 충고하고자 한 에라스뮈스의 역작이다. 출간된 것은 1511년이며, 출간되자마자 유럽 각지에서 큰 호응을 얻어 유럽 각국의 언어로 번역된 작품이다.

## 개요
1509년 여름, 에라스뮈스는 이탈리아에서 영국으로 여행하던 중 동년배 중 매우 현명하고 기지에 찬 친구 토머스 모어를 생각하다가 그의 라틴명 모루스에서 모리아(痴愚女神)를 연상하고 그녀의 입을 빌려 당시의 어리석은 세상을 풍자하려고 생각하였다. 그리하여 영국의 모어의 집에 도착하자 단숨에 이 책을 저술해 냈다.

## 줄거리
사람의 세상에는 어리석음(痴愚)이 충만하며, 더욱이 어리석음에 의하여 사람은 도리어 행복해진다고 모리아는 자기예찬의 연설을 한다. 치우는 생명의 근원이며 청춘과 쾌락을 약속하나, 학식은 노쇠의 상징이다. 학자나 현인은 책 이외의 인생에서는 무능하나, 어리석은 자는 현실 경험을 통하여 오히려 진정한 사려분별을 터득하게 된다. 황금시대의 소박한 사람들과 같이 아무런 학예도 없고 자연에만 이끌려 사는 인간이 가장 행복하다. 그리하여 왕후·귀족·부자·기예가·학자·성직자 등 모든 신분 계층의 사람들이 현명하다고 자찬하는 진짜 바보라고 조소를 받는다.
이와 같이 인생은 치우신(痴愚神)을 방해하는 것에 불과하다. 그런데 기독교는 치우신과 혈연관계에 있다. 그리스도는 십자가의 우(愚)를 통해 인류의 죄를 대속하려 하고, 또 그의 경건한 신도들이 많은 시련에도 불구하고 찾는 행복이란 일종의 착란광기이기 때문이다.

## 내용 인용
| “ | Ut enim nihil nugacius quam seria nugatorie tractare, ita nihil festivius quam ita tractare nugas ut nihil minus quam nugatus fuisse videaris. De me quidem aliorum erit iudicium; tamet si, nisi plane me fallit filautia, Stulticiam laudavimus, sed non omnino stulte. 하찮은 일을 심각하게 다루는 것보다 더 어리석은 일이 없고, 하찮은 것들을 가지고 진지한 일에 도움이 되게 하는 것보다 더 재치 있는 일이 없지. 나를 판단하는 일은 남들의 몫이지만, 그럼에도 불구하고 나는 허영심이 내 판단력을 흐려놓지 않았다면 그저 어리석게 우신을 예찬했다고는 생각하지 않네. | ” |

## 평가
에라스뮈스의 우신은 농담을 하듯 가볍게 시대의 어리석음과 사람들의 결점을 비웃으며 사람들의 불만을 대변해 준다. 독자들에게 한 걸음 물러나 그것을 바라보고 넘어설 수 있는 자유를 느끼게 해주는 책으로 평가된다.

## 같이 보기
- 데시데리위스 에라스뮈스